# (1393) Sofala
(1393) Sofala ist ein Asteroid des inneren Hauptgürtels, der am 25. Mai 1936 vom südafrikanischen Astronomen Cyril V. Jackson am Union-Observatorium in Johannesburg bei einer Helligkeit von 13 mag entdeckt wurde. Nachträglich konnte der Asteroid bereits auf Aufnahmen gefunden werden, die am 17. März 1928 an der Landessternwarte Heidelberg-Königstuhl gemacht worden waren.
Der Asteroid wurde benannt nach der größten Provinz Sofala des ehemaligen portugiesischen Afrika-Territoriums Mosambik.

## Wissenschaftliche Auswertung
Eine Auswertung von Beobachtungen durch das Projekt NEOWISE im nahen Infrarot führte 2012 für (1393) Sofala zu Werten für den Durchmesser und die Albedo im sichtbaren Bereich von 11,2 km bzw. 0,22.
Bei der Planung einer Mission der Raumsonde Rosetta zu einem Rendezvous mit dem Kometen 67P/Churyumov-Gerasimenko im Jahr 2014 geriet auch der Asteroid (1393) Sofala als ein Zwischenziel in den Fokus. Dazu wurde er im ersten Quartal des Jahres 2004 an der Infrared Telescope Facility (IRTF) am Mauna-Kea-Observatorium auf Hawaiʻi, mit dem New Technology Telescope (NTT) am La-Silla-Observatorium in Chile und mit dem Telescopio Nazionale Galileo (TNG) am Roque-de-los-Muchachos-Observatorium auf La Palma spektroskopisch im sichtbaren und infraroten Bereich untersucht. Es konnte eine bereits zuvor erfolgte taxonomische Zuordnung zum S-Typ bestätigt werden.
Aus den archivierten photometrischen Daten des United States Naval Observatory und der Catalina Sky Survey in Arizona wurde in einer Untersuchung von 2013 ein Gestaltmodell des Asteroiden für zwei alternative Positionen der Rotationsachse mit prograder Rotation und eine Rotationsperiode von 16,5931 h bestimmt.
Am 18. Mai 2022 ereignete sich eine nahe Begegnung zwischen den Asteroiden (1393) Sofala und (1) Ceres bis auf etwa 1,03 Mio. km (0,0069 AE) Abstand bei einer geringen Relativgeschwindigkeit von 2,2 km/s. Es wurde vorgeschlagen, zur genaueren Bestimmung der Masse der größeren (1) Ceres astrometrische Messungen dieses Ereignisses auszuwerten.

## Asteroidenpaar
(1393) Sofala bildet mit dem Asteroiden (110) Lydia ein quasi-complanares Asteroidenpaar. Sie besitzen sehr ähnliche Bahnelemente und bewegen sich nahezu in der gleichen Bahnebene, allerdings sind ihre Apsidenlinien deutlich gegeneinander verdreht. (1393) Sofala besitzt eine kürzere Umlaufzeit um die Sonne als (110) Lydia, so dass sie diese etwa alle 23 Jahre überholt. In den 1000 Jahren um die derzeitige Epoche herum kommen sich die beiden Körper aber nicht näher als 1,2 Mio. km.